# Lucio Nonio Asprenas (cónsul 6)
Lucio Nonio Asprenas (en latín: Lucius Nonius Asprenas; fl. siglo I) fue un senador romano del Alto Imperio romano que estuvo activo durante los reinados de Augusto y Tiberio. Asprenas fue nombrado cónsul sufecto en sustitución de Lucio Arruncio el 1 julio del año 6.

## Biografía
Miembro de la gens Nonia, Asprenas era el hijo de Lucio Nonio Asprenas, un amigo íntimo del emperador Augusto, y Quintilia, una hermana de Publio Quintilio Varo. Su hermano era Sexto Nonio Quintiliano, un cónsul ordinario del año 8.
En el año 4, Nonio Asprenas sirvió como tribuno militar en Siria a las órdenes de su tío Varo. En el año 9, Nonio Asprenas sirvió como legado consular Germania de nuevo a las órdenes de Varo. Cuando Varo y sus legiones perecieron en la batalla del bosque de Teutoburgo, Asprenas estaba al mando de dos legiones en Moguntiacum. Tras oír las noticias del desastre, condujo a sus dos legiones río abajo en el Rin para proteger los campamentos de invierno y rescatar a los supervivientes de la batalla. Sin embargo, fue acusado de apoderarse de las propiedades de oficiales fallecidos.
La acusación no prejudicó su carrera, dado que entre los años 14/15, Nonio Asprenas ganó la insaculación y se convirtió en gobernador provincial de África. El historiador Tácito afirma que mientras era gobernador, unos soldados asesinaron a Sempronio Graco, que por aquel entonces vivía en el exilio en las islas Kerkennah que formaban parte de la provincia de Asprenas; si bien Tácito sugiere que los soldados actuaron siguiendo órdenes de Tiberio, menciona una versión alternativa de la historia que afirma que fueron mandados por Asprenas "bajo la autoridad de Tiberio, que tenía la esperanza en vano de que la infamia del asesinato pudira recaer en Asprenas."
Tras el juicio y la ejecución de Cneo Calpurnio Pisón en el año 20, Asprenas preguntó en el Senado  por qué no se incluyó a Claudio en un voto oficial de agradecimiento a quienes buscaban justicia en la muerte de Germánico. "Fue una pregunta de sondeo," escribe Barbara Levick. Concluye que "en realidad Asprenas no se atrevió a proponer la modificación del voto de agradecimiento porque no podía estar seguro de cúanto apoyo lograría ese tipo de cambiio, pero su pregunta but his question showed a flag."

## Familia
Nonio Asprenas se casó con una hija de Lucio Calpurnio Pisón, Calpurnia L. Pisona f., y tuvieron tres hijos: Lucio Nonio Asprenas, cónsul sufecto en el año 29; Publio Nonio Asprenas, cónsul ordinario en el año 38; y Nonio Asprenas Calpurnio Torcuato.